# Pivot-Grammatik
Als Pivot-Grammatik (englisch pivot ‚Angelpunkt, fester Punkt‘) wird die vom US-amerikanischen Linguisten Martin Braine beschriebene theoretische Grammatik bezeichnet, welche Zweiwortsätze aus einem Pivot und einem weiteren offenen Wort bildet. Martine Braine formulierte damit 1963 die Spracherwerbtheorie, dass Kleinkinder in ihrer Zweiwortphase Zweiwort-Kombinationen nach festen Regeln bilden (beginnend zwischen 1. und 2. Lebensjahr).

## Definition
Die Pivot-Grammatik besteht aus nur zwei Wortklassen: Einem Pivot (P) und einem weiteren offenen Begriff (O). Der Pivot ist hierbei der Angelpunkt und steht stets an derselben Stelle (zu Beginn P1 oder am Ende P2). Der Pivot „zu“ beispielsweise steht gewöhnlich stets an zweiter Stelle: „Tür zu“, „Auto zu“ usw. Die Anzahl der Pivots, die ein Kind in diesem Stadium besitzt, ist gering. Nach Braine entwickeln sich aus den Pivots später die Funktionswörter (Präpositionen, Pronomen usw.), während aus den anderen Wörtern inhaltliche Begriffe entstehen, wie z. B. Substantive oder Adjektive, obwohl ein Pivot auch zu dieser Wortgruppe gehören kann.
So gibt es drei mögliche Zwei-Wort-Kombinationen (P = Pivot; O = offenes Wort):
{\displaystyle P}1 {\displaystyle +O}
{\displaystyle O+P}2
{\displaystyle O+O}
Die Kombination P + P ist dagegen nicht möglich. Ebenso sind Wechselkombinationen (P2 + O; O + P1) unmöglich.

## Heute
Erstmals kritisiert wurde die Pivot-Grammatik-Theorie Anfang der 1970er von den Kindersprachforschern Lois Bloom und Roger Brown von der Harvard University. Sie wiesen darauf hin, dass diese Grammatik die inhaltliche Bedeutung eines Wortes nicht berücksichtigt. Der gleiche Zwei-Wort-Satz eines Kindes kann unterschiedliche Bedeutungen haben. Der Satz „Papa Ball“ kann z. B. bedeuten, dass Papas Ball da liegt, oder auch, dass Papa den Ball holen soll. Spätere Untersuchungen ergaben, dass die meisten Zwei-Wort-Kombinationen nicht nach der Pivot-Grammatik aufgebaut sind. Nach Brown besitzen Kinder in dieser Phase eine telegraphische Sprache.